# Vlasta Vrana
Vlasta Vrana (* 1950 in Norwegen) ist ein kanadischer Schauspieler und Synchronsprecher tschechischer Herkunft. Er wirkte in über 285 Fernseh-, Film- und Theaterproduktionen mit.

## Leben
Vrana wurde als Sohn tschechischer Eltern in Norwegen geboren. Als er vier Jahre alt war, zog die Familie nach Kanada. Er wuchs bilingual mit Tschechisch und Englisch als Muttersprache auf und spricht außerdem fließend Französisch. Er debütierte 1973 in dem Kurzfilm Downhill als Schauspieler. Sein Spielfilmdebüt gab er 1975 in David Cronenbergs Parasiten-Mörder. 2005 erhielt er einen Award of Excellence von der ACTRA Montreal und den Richard Kind Award als besten Hauptdarsteller beim Trenton Film Festival 2005 für seine Hauptrolle in B. P. Paquettes Psychodrama A Year in the Death of Jack Richards.
Er übernahm in seiner langjährigen Schauspiellaufbahn kleinere und größere Rollen in unterschiedlichen Filmgenres. Außerdem ist er als Synchronsprecher tätig. Lag sein Fokus zu Beginn auf Animes, wechselte sein Schwerpunkt in den 1990er Jahren auf kanadischen Zeichentrickserien und Mitte der 2000er Jahre auf Videospiele.

## Filmografie (Auswahl)
- 1973: Downhill (Kurzfilm)
- 1975: Parasiten-Mörder (Shivers)
- 1977: Rabid – Der brüllende Tod (Rabid)
- 1977: Einer allein (One Man)
- 1977: Mit Schirm, Charme und Melone (The Avengers / The New Avengers) (Fernsehserie, Episode 2x10)
- 1978: Die Bestien (Blackout)
- 1979: Mann in Wut (L'homme en colère)
- 1980: Vagabund – Die Abenteuer eines Schäferhundes (The Littlest Hobo) (Fernsehserie, 2 Episoden)
- 1981: Ab in die Ewigkeit (Happy Birthday to me)
- 1981: Der zweite Mann (The Amateur)
- 1987: Die Unbarmherzigen (Nowhere to Hide)
- 1988: Der Schrei nach Liebe (God Bless the Child) (Fernsehfilm)
- 1991: Scanners II (Scanners II: The New Order)
- 1991–1992: Urban Angel (Fernsehserie, 15 Episoden)
- 1994: Brainscan
- 1994: Highlander III – Die Legende (Highlander III – The Sorcerer)
- 1996: Demon Night (Night of the Demons III)
- 1996: Schatten der Schuld (Mother Night)
- 1996: Sehnsüchtig (Wicker Park)
- 1997: Hate – Haß (Natural Enemy)
- 1997: The Assignment – Der Auftrag (The Assignment)
- 1998: Ruhm und Ehre (Glory & Honor)
- 1999: Das Auge (Eye of the Beholder)
- 1999: Kayla – Mein Freund aus der Wildnis (Kayla)
- 1999: Grey Owl
- 2004: A Year in the Death of Jack Richards
- 2004: The Day After Tomorrow
- 2005: Human Trafficking – Menschenhandel (Human Trafficking)
- 2005: Verbrechen aus Leidenschaft (Crimes of Passion)
- 2007: Killer Wave – Die Todeswelle (Killer Wave, Fernsehfilm)
- 2008: Lava – Die Erde verglüht (Lava Storm)
- 2012: Upside Down
- 2014–2016: 19-2 (Fernsehserie, 11 Episoden)
- 2018: Die Wahrheit über den Fall Harry Quebert (The Truth About the Harry Quebert Affair) (Fernsehserie, 6 Episoden)

## Synchronisation (Auswahl)
- 1980: Weltgeschichte in genau drei Minuten (History of the World in Three Minutes Flat) (Kurzfilm)
- 1981: Heavy Metal (Zeichentrickfilm)
- 1981: Top Priority (Kurzfilm)
- 1981–1982: Odysseus 31 (uchū densetsu Yurishīzu sātī wan) (Animeserie, 12 Episoden)
- 1982–1983: Die geheimnisvollen Städte des Goldes (Taiyō no Ko Esuteban) (Animeserie, 39 Episoden)
- 1993–1996: The Busy World of Richard Scarry (Zeichentrickserie, 31 Episoden)
- 1995–1996: Quasimodo – Der kleine Bucklige und seine großen Abenteuer (Quasimodo) (Zeichentrickserie, 27 Episoden)
- 1997–1999: Landmaus und Stadtmaus auf Reisen (Zeichentrickserie, 25 Episoden)
- 2000: Heavy Metal F.A.K.K.2 (Zeichentrickfilm)
- 2000–2001: Der Wunschpunsch (Zeichentrickserie, 37 Episoden)
- 2017: Assassin’s Creed Origins (Videospiel)
- 2017: Outlast 2 (Videospiel)
- 2020: Hyper Scape (Videospiel)
- 2021: Arkham Horror: Mother’s Embrace (Videospiel)
- 2021: Outriders (Videospiel)